# П'єтрарі (Димбовіца)
П'єтрарі (рум. Pietrari) — село у повіті Димбовіца в Румунії. Входить до складу комуни П'єтрарі.
Село розташоване на відстані 96 км на північний захід від Бухареста, 22 км на північний захід від Тирговіште, 144 км на північний схід від Крайови, 67 км на південь від Брашова.

## Населення
За даними перепису населення 2002 року у селі проживали 1210 осіб, з них 1208 осіб (99,8%) румунів. Усі жителі села рідною мовою назвали румунську.